# Кастельфранчи
Кастельфранчи (итал. Castelfranci) — коммуна в Италии, располагается в регионе Кампания, в провинции Авеллино.
Население составляет 2524 человека, плотность населения составляет 229 чел./км². Занимает площадь 11 км². Почтовый индекс — 83040. Телефонный код — 0827.
Покровителями коммуны почитаются Пресвятая Богородица "Помощница"  и святитель Николай, Мирликийский чудотворец, празднование 9 мая.